# نادي إجزاجيبشي لكرة السلة
نادي إجزاجيبشي لكرة السلة (بالتركية: Eczacıbaşı)‏ كان فريق كرة سلة تركي للمحترفين تأسس في سنة 1968 يقع مقره في إسطنبول. تم حل الفريق في سنة 1992

## الإنجازات
الدوري التركي لكرة السلة
- الفوز (8): 1975–76، 1976–77، 1977–78، 1979–80، 1980–81، 1981–82، 1987–88، 1988–89

كأس رئيس تركيا لكرة السلة
- الفوز (1): 1988

الدوري التركي لكرة السلة
- الفوز (2): 1973–74، 1990–91

## وصلات خارجية
- الموقع الرسمي